# Dynastia teodozjańska
Dynastia teodozjańska – dynastia panująca w Cesarstwie Bizantyńskim w latach 379–457 i w zachodniej części cesarstwa rzymskiego do roku 455. Założycielem dynastii był Teodozjusz I Wielki. Był on synem wybitnego wodza z Hiszpanii straconego w niejasnych okolicznościach w 376 roku, został cesarzem w wyniku śmierci swego poprzednika, Walensa, w bitwie pod Adrianopolem w 378 roku podczas wojny ze zbuntowanymi Gotami w Tracji. Gracjan, cesarz Zachodu, mianował w 379 roku Teodozjusza augustem Wschodu. Z panowanie tej dynastii łączy się ostateczny podział cesarstwa rzymskiego na zachodnie i wschodnie (bizantyńskie) w roku 395.

## Cesarze rzymscy i bizantyńscy
- Teodozjusz I Wielki 379–395

na Zachodzie:
- Honoriusz 395–423
- Walentynian III 425–455

na Wschodzie:
- Arkadiusz 395–408
- Teodozjusz II 408–450
- Marcjan 450–457